# محمد كامارا (لاعب كرة قدم غيني)
محمد كامارا (بالفرنسية: Mohamed Camara)‏ هو لاعب كرة قدم غيني، ولد في 21 أكتوبر 1980 في غينيا. لعب مع بيرسخوت إيه سي ونادي لوفيرواز.

## وصلات خارجية
- محمد كامارا (لاعب كرة قدم غيني) على موقع قاعدة بيانات كرة القدم.إي يو (الإنجليزية)
- محمد كامارا (لاعب كرة قدم غيني) على موقع عالم كرة القدم.نت (الإنجليزية)